# Galo (sacerdote)

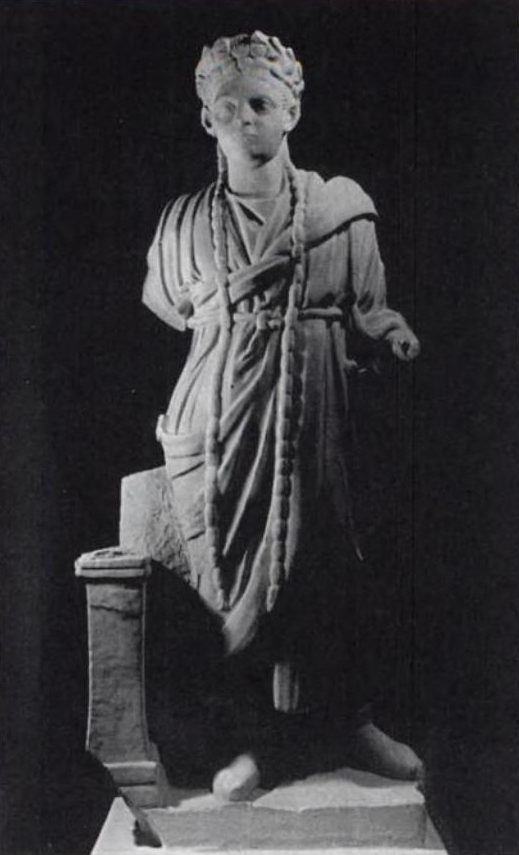
Estatua de mármol de un galo de Cibeles. Museo Arqueológico de Cherchell, ss. II-III.

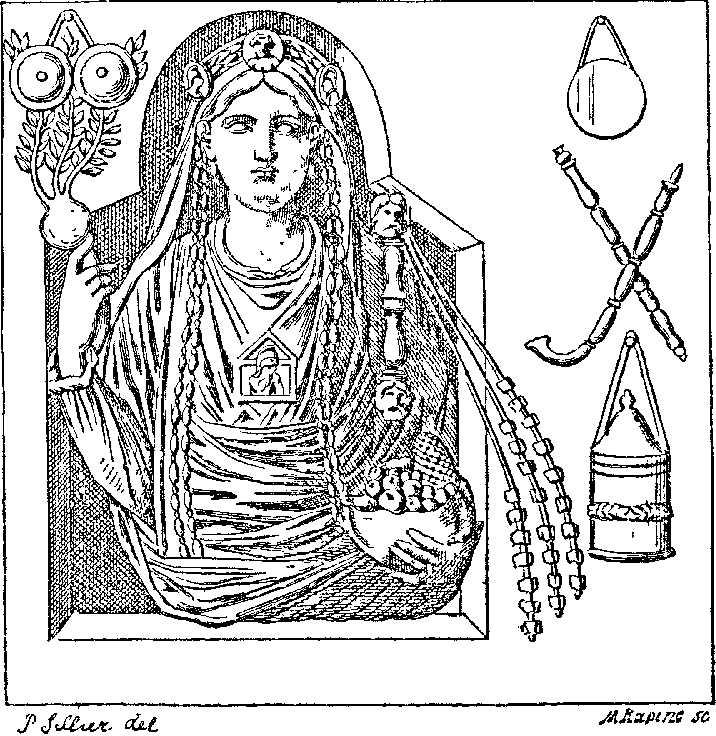
Representación artística de un archigalo. Le Dictionnaire des Antiquités Grecques et Romaines, 1896.

El galo (en latín, gallus) fue un sacerdote de la antigüedad consagrado a la diosa Cibeles.

## Origen del nombre
Según unas fuentes tomaba este nombre de un río de Frigia, región en donde principalmente se veneraba esta diosa, llamado Gallus, cuyas aguas según la tradición volvían frenéticos a los que las bebían; otras suponen que se deriva de Gallus nombre del primer sacerdote de esta divinidad. Luciano describe las ceremonias de la iniciación de los galos.

## Características
Tenían obligación de guardar el celibato y a fin de observar mejor este precepto se hacían voluntariamente eunucos, similares a otras escuelas de sacerdotes de Asia Menor tales como los sacerdotes de Atargatis, descritos por Apuleyo y Luciano, o los galloi del templo de Artemisa en Éfeso. Solían celebrar las fiestas de Cibeles llevando su simulacro por las calles dándose golpes en el pecho, haciéndose incisiones en los brazos y al son de flautas, címbalos y tambores ejecutaban una especie de danzas en las que hacían tales contorsiones que el pueblo creía estaban poseídos o trasportados de un furor divino.
Cicerón dice que por una ley de las Doce Tablas les estaba permitido pedir limosna en ciertos días con exclusión de todo otro mendicante. Con este motivo llevaban sobre un carro o asno una estatua de Cibeles e iban de un pueblo a otro diciendo la buenaventura, prediciendo lo venidero y haciendo el oficio de charlatanes, engañando y seduciendo a la gente crédula. 
El jefe o gran sacerdote de los galos se llamaba archigalo y gozaba de muchas distinciones. El último día de marzo el archigalo acompañado de los demás ministros de su religión conducía la estatua de Cibeles a la confluencia del río Almon y del Tíber, en donde bañaba el simulacro con sus aguas en memoria de una ceremonia igual que se practicó cuando de Frigia se trajo a Roma la diosa Cibeles. 

## En la Antigua Roma
Los primeros galos llegaron a Roma cuando el Senado adoptó oficialmente a Cibeles como una diosa estatal en el 203 a. C., Hasta el siglo I, los ciudadanos romanos tenían prohibido hacerse galos. Bajo el reinado de Claudio, sin embargo, se levantó esta prohibición.
Es difícil encontrar más información sobre ellos, dada la persecución a la que se enfrentaron los seguidores de Cibeles y otras deidades paganas tras el edicto teodosiano del año 391. Todos sus templos fueron destruidos, con órdenes de no ser reconstruidos jamás (a diferencia de la costumbre habitual de convertir lugares religiosos no cristianos). Como resultado, los únicos registros que se conservan de los galos vienen de historiadores y archiveros. La precisión de tales registros es con frecuencia dudosa debido a los prejuicios de género de casi todos los escritores antiguos. Jerónimo de Estridón creía que el nombre fue puesto por los romanos como señal de su desprecio por el pueblo galo. Sin embargo, en tal caso, gallus habría sido tomado prestado de Asia o Grecia, donde significaba eunuco.